# Kornelija
Kornelija je žensko osebno ime.

## Izvor imena
Ime Kornelija izhaja iz latinskega imena Cornelia, ki je ženska oblika moškega osebnega imena Cornelius, slovensko Kornelij.

## Različice imena
Kora, Korina, Korine, Kornelia, Kornelja, Nela, Neli, Nella, Nelli, Nelly

## Tujejezikovne različice imena
- pri Angležih, Francozih, Nemcih, Nizozemcih, Slovakih: Cornelia
- pri Madžarih: Kornélia

## Pogostost imena
Po podatkih Statističnega urada Republike Slovenije je bilo na dan 31. decembra 2007 v Sloveniji število ženskih oseb z imenom Kornelija: 145.

## Osebni praznik
V koledarju je ime Kornelija zapisano 31. marca (Kornelija, afriška mučenica, † 31. mar. okoli leta 300).